# Citopatologia

Um par de micrografias de uma amostra citopatológica mostrando um agrupamento tridimensional de células cancerosas (carcinoma seroso)

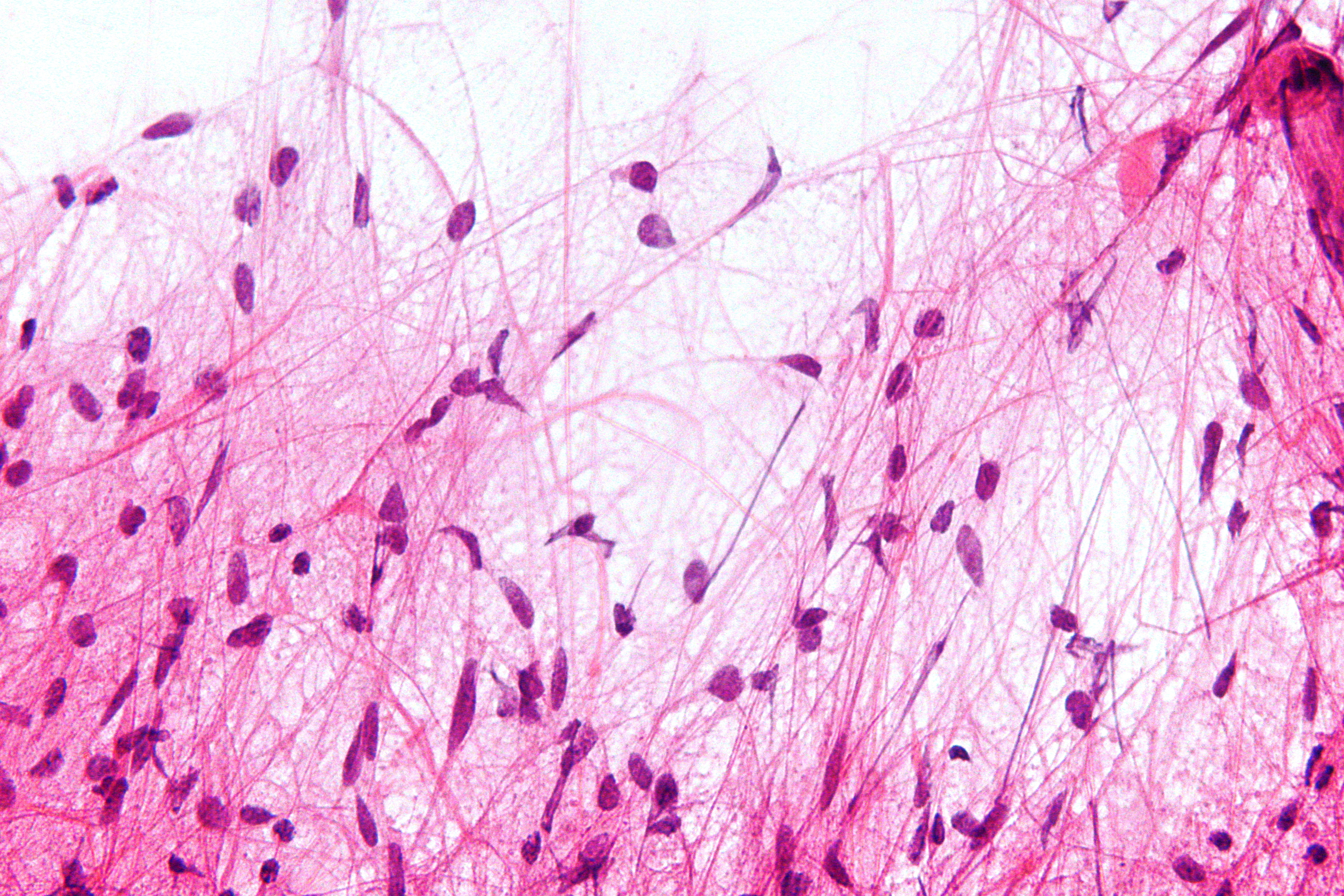
Micrografia de um astrocitoma pilocítico, mostrando células bipolares características com longos processos pilocíticos (semelhantes a fios de cabelo). Preparação do esfregaço. Mancha H&E

Citopatologia é o estudo das células e suas alterações morfológicas em casos patológicos.
O exame citopatológico, inclusive o chamado "preventivo ginecológico", envolve uma avaliação morfológica celular determinante para a detecção por exemplo de uma pré-malignidade ou malignidade, o que quando associado a um quadro clínico específico, permite ao médico direcionar o paciente para um tratamento clínico ou cirúrgico.
O exame de colpocitologia oncótica ou preventivo do câncer do colo do útero é um dos exames citopatologicos mais realizados mundialmente, sendo também chamado de "Exame de Papanicolau", por conta da técnica de coloração utilizada para analisar as células ter sido criada por um médico de origem grega chamado George Papanicolaou.
A citopatologia pode ser exercida por citotécnicos, biólogos, biomédicos e farmacêuticos, com finalidade de rastreamento e por médicos, veterinários ou cirurgiões-dentistas com finalidade diagnóstica, com especialização comprovada em Citopatologia, Citologia Clínica ou Citologia Oncótica numa entidade reconhecida nacionalmente, podendo assumir responsabilidade pelos laboratórios, seus laudos e pareceres, desde que cada um dentro dos seus limites profissionais.
A Citopatologia é pois, uma área de atuação da Patologia, que estuda e pode diagnosticar doenças a partir de observação ao microscópio de amostras obtidas por esfregaços, aspirações, raspados, centrifugação de líquidos e outros métodos. Sendo assim, exige-se conhecimentos em áreas afins como bioquímica, biologia celular e molecular, clínica, farmacologia, fisiologia, hematologia, imunologia, microbiologia, oncologia, patologia, etc. Este procedimento pode detectar alterações da morfologia celular para o diagnóstico (definitivo ou presuntivo) ou prevenção de doenças a partir do estudo ao microscópico. É um método rápido, de baixo custo operacional e, se realizado com técnicas adequadas e por profissional devidamente treinado, é de grande confiabilidade. As células da maioria dos cânceres iniciais sofrem esfoliação e podem ser identificadas sob o microscópio, depois de submetidas a uma preparação adequada. O exemplo mais conhecido deste tipo de exame é o exame de Papanicolau ou preventivo do câncer de colo uterino, ou colpocitológico. Este exame é colhido pelo ginecologista e enviado ao laboratório para que se possa analisar as células e, se for o caso, fazer o diagnóstico precoce do câncer ginecológico ou de suas lesões precursoras, possibilitando desta forma, o tratamento mais adequado das pacientes acometidas por esta doença.
O exame de colpocitologia oncótica estuda as células da cérvix uterina, compreendendo amostragens dos epitélios escamoso e glandular para detecção das lesões neoplásicas ou pré-neoplásicas. Porém, o exame de colpocitologia detecta também lesões inflamatórias e agentes infecciosos como fungos (candida albicans), vaginose bacteriana (Gardnerella), protozoários (Trichomonas vaginalis) e efeito citopático viral (Herpes genital e HPV).
As lesões pré-cancerosas de colo de útero devem ser denominadas de acordo com o sistema Bethesda, não se utilizando mais a antiga classificação de Papanicolaou.

## Análise
O núcleo da célula é muito importante na avaliação da amostra celular. Em células cancerosas, a atividade alterada do DNA pode ser vista como uma mudança física nas qualidades nucleares. Uma vez que mais DNA é desdobrado e expresso, o núcleo ficará mais escuro e menos uniforme, maior do que nas células normais e, muitas vezes, exibirá um nucléolo vermelho brilhante.
Embora a responsabilidade primária do citologista seja discernir se a patologia cancerosa ou pré-cancerosa está presente na amostra celular analisada, outras patologias podem ser vistas, tais como:
- infecções microbianas: parasitárias, virais e / ou bacterianas;
- mudanças reativas;
- reações imunológicas;
- envelhecimento celular;
- amiloidose;
- doenças autoimunes.

Várias funções normais de crescimento, metabolismo e divisão celular podem falhar ou funcionar de forma anormal e levar a doenças.
A citopatologia é mais bem usada como uma das três ferramentas, a segunda e a terceira sendo o exame físico e a imagem médica. A citologia pode ser usada para diagnosticar uma condição e poupar um paciente da cirurgia para obter uma amostra maior. Um exemplo é o FNAC da tireoide; muitas condições benignas podem ser diagnosticadas com uma biópsia superficial e o paciente pode voltar às atividades normais imediatamente. Se uma condição maligna for diagnosticada, o paciente pode ser capaz de iniciar a radiação / quimioterapia ou pode precisar de uma cirurgia para remover e / ou estadiar o câncer.
Alguns tumores podem ser difíceis de biópsia, como sarcomas. Outros tumores raros podem ser perigosos para biópsia, como feocromocitoma. Em geral, uma aspiração com agulha fina pode ser realizada em qualquer lugar onde seja seguro colocar uma agulha, incluindo fígado, pulmão, rim e massas superficiais.
A técnica adequada de citopatologia leva tempo para ser dominada. Os citotecnologistas e citopatologistas podem ajudar os médicos auxiliando na coleta de amostras. Uma "leitura rápida" é uma espiada ao microscópio e pode dizer ao clínico se material diagnóstico suficiente foi obtido. As amostras citológicas devem ser preparadas adequadamente para que as células não sejam danificadas.
Mais informações sobre a amostra podem ser obtidas por meio de colorações imunohistoquímicas e testes moleculares, particularmente se a amostra for preparada usando citologia de base líquida. Freqüentemente, o teste de "reflexo" é realizado, como o teste de HPV em um teste de Papanicolau anormal ou a citometria de fluxo em uma amostra de linfoma.

## Regiões corporais
As técnicas citopatológicas são usadas no exame de praticamente todos os órgãos e tecidos do corpo:
- Citologia ginecológica - referente ao trato reprodutivo feminino;
- Citologia do trato urinário - referente aos ureteres, bexiga urinária e uretra. Veja citologia da urina;
- Citologia de efusão - referente às coleções de fluidos, principalmente no peritônio, pleura e pericárdio;
- Citologia mamária - principalmente em relação à mama feminina;
- Citologia vaginal - principalmente relacionada a mamíferos não humanos;
- Citologia tireoidiana - referente à glândula tireoide;
- Citologia de linfonodos - em relação aos linfonodos;
- Citologia respiratória - relativa aos pulmões e vias aéreas;
- Citologia gastrointestinal - concernente ao trato alimentar;
- Citologia de tecido mole, osso e pele;
- Citologia renal e adrenal;
- Citologia de fígado e pâncreas;
- Citologia do sistema nervoso central;
- Citologia ocular;
- Citologia de glândula salivar.